# Desaparición de Lynette Dawson
Lynette Joy Dawson (nacida como Simms en 1948) es una persona desaparecida australiana que desapareció el 9 de enero de 1982, dejando a dos hijas y su esposo, Chris Dawson . Se desconoce su paradero, pero dos investigaciones indagatorias descubrieron que había sido asesinada. En diciembre de 2018, Chris Dawson fue acusado de su asesinato y, en 2022 fue declarado culpable.

## Antecedentes
Lynette Joy Simms y Chris Dawson, ambos de dieciséis años, se conocieron en una fiesta de secundaria en 1965. Se casaron en 1970 en la Iglesia de San Judas, Randwick en Sídney y luego tuvieron dos hijos.
Chris, ex jugador profesional de la liga de rugby de los Newtown Jets, fue profesor de educación física en la Cromer High School . En 1981 comenzó una relación extramatrimonial con la estudiante Joanne Curtis. En octubre de 1981, Curtis se mudó temporalmente a la casa de la familia Dawson por invitación de Chris.
La madre de Lynette se puso en contacto con su hija el 8 de enero de 1982, la última vez que se comunicaron entre sí. Lynette planeaba encontrarse con su madre y su familia en Northbridge Baths al día siguiente, pero nunca llegó.  Curtis se mudó permanentemente a la residencia Dawson el 10 de enero de 1982. Chris finalizó el proceso de divorcio contra Lynette en 1983; y al año siguiente se casó con Curtis.  Chris denunció la desaparición de su esposa el 18 de febrero de 1982, seis semanas después de su desaparición.  Chris afirmó que su esposa se había ido después de los problemas matrimoniales causados por sus gastos. En una declaración a la policía, sugirió que existía la posibilidad de que se hubiese unido a una organización religiosa.

## Primeras investigaciones e indagaciones
Las primeras investigaciones de la policía de Nueva Gales del Sur no fueron concluyentes. El forense del estado de Nueva Gales del Sur realizó dos investigaciones ingadatorias sobre la desaparición de Lynette. En la primera investigación realizada en febrero de 2001, el forense adjunto del estado, Jan Stevenson, determinó que Lynette había sido asesinada y que su asesino era alguien que ella conocía. El forense recomendó levantar cargos; Sin embargo, Nicholas Cowdery QC, el director de Procesamientos Públicos de NSW, consideró que no había pruebas suficientes para una condena penal. Una segunda investigación, realizada en febrero de 2003 por el forense estatal Carl Milovanovich, recomendó que Chris fuera acusado del asesinato de Lynette. Cowdery nuevamente se negó a procesar a Dawson, citando la falta de evidencia.  
En 2010, se ofreció una recompensa de 100,000 dólares australianos por información que llevara a resolver el caso.

## Medios de comunicación y posteriores investigaciones.
Una serie de podcast de 16 episodios, The Teacher's Pet, del periodista ganador del Premio Walkley Hedley Thomas, fue trasmitida en 2018, en ella había gran cantidad de pruebas que no fueron recopiladas por ninguna de las investigaciones policiales.  La serie ha tenido más de 28 millones de descargas y ha contado con un gran interés público y de los medios en el caso.
En abril de 2018, luego de extensas investigaciones, la policía de Nueva Gales del Sur solicitó a la Oficina del Director de Procesamientos Públicos que revisara su escrito de prueba.

## Cargos
Chris Dawson fue detenido en Queensland, en diciembre de 2018, extraditado a Nueva Gales del Sur y acusado del asesinato de Lynette Dawson. Dawson quedó en libertad provisional y en junio de 2019 se declaró inocente de su asesinato. También enfrenta un cargo de conocimiento carnal con una niña de entre 10 y 17 años. Este cargo se relaciona con su tiempo como profesor en los años setenta y ochenta.